# Tunnel Aessen
Der Autobahntunnel Aessen ist ein Tunnel auf dem westlichen gelegenen Teil (collectrice du Sud) der luxemburgischen Autoroute 13, auf der Höhe von Sassenheim-Zolwer.
Der Tunnel ist 200 m lang; darüber verläuft der CR 178 (Sassenheim ↔ Zolwer).
Seit der Verkehrsfreigabe des gesamten Abschnitts der collectrie du Sud am 3. Juni 1994 ist auch der Tunnel in Betrieb.
Der Tunnel ist benannt nach der Bauerschaft (lieu-dit) Aessen.

## Verkehrsbelastung
Täglich fahren etwa 49.000 Fahrzeuge durch den Tunnel. Der Anteil an LKW aller Art daran beträgt circa 5 %.